# Michel Daerden
Michel Daerden (ur. 16 listopada 1949 w Baudour, zm. 5 sierpnia 2012 we Fréjus) – belgijski i waloński polityk, finansista oraz samorządowiec, parlamentarzysta, minister w rządzie regionalnym oraz federalnym.

## Życiorys
Z wykształcenia finansista, absolwent HEC Liège (1971) oraz ekonomii na Université de Mons (1975). Uzyskał uprawnienia audytora, od 1974 prowadził własne przedsiębiorstwo zajmujące się audytem przedsiębiorstw.
Zaangażował się w działalność polityczną w ramach Partii Socjalistycznej, od 1993 do 1995 kierował jej strukturami w prowincji Liège. W latach 1983–2011 był radnym gminy Ans, od 1991 do 1993 wchodził w skład zarządu tej miejscowości, odpowiadając za kwestie środowiska i finansów. Następnie do 2011 pełnił funkcję burmistrza Ans. W latach 1987–1991 zasiadał w federalnej Izbie Reprezentantów, od 1992 do 1995 wchodził natomiast w skład belgijskiego Senatu. Był również członkiem rady wspólnoty francuskiej (1988–1995) oraz Parlamentu Walońskiego (2009, 2011–2012). W 2010 został ponownie wybrany do Izby Reprezentantów, jednak nie objął wówczas mandatu.
W latach 1994–1999 pełnił funkcję ministra w rządzie federalnym, którym kierował Jean-Luc Dehaene. Początkowo zajmował stanowisko ministra ds. polityki naukowej i infrastruktury, następnie od 1995 ministra transportu. W 1999 został członkiem rządu Regionu Walońskiego. Do 2000 był w nim ministrem ds. zatrudnienia, kształcenia zawodowego i mieszkalnictwa, następnie do 2009 sprawował urząd wiceprzewodniczącego tego rządu. Jednocześnie w latach 2000–2004 odpowiadał za budżet, mieszkalnictwo, zaopatrzenie i roboty publiczne, a od 2004 do 2009 za budżet, finanse i zaopatrzenie. Od 2003 do 2009 wchodził jednocześnie w skład rządu wspólnoty francuskiej, początkowo jako minister ds. budżetu, następnie jako wiceprzewodniczący rządu i minister ds. budżetu i finansów, a od 2007 również ds. służb publicznych i sportu. W 2009 ponownie dołączył do rządu federalnego, premier Herman Van Rompuy powierzył mu wówczas funkcję ministra emerytur i aglomeracji. Pozostał na tym urzędzie do 2011, sprawując go również w kolejnym gabinecie, którym kierował Yves Leterme.
Zmarł w 2012 na atak serca. Miał troje dzieci, córki Aurore i Elelnę oraz syna Frédérica.
Michel Daerden uchodził za barwną postać belgijskiej polityki. Jego jowialny charakter przyniósł mu w mediach przydomek „papa”. Swoistą popularność uzyskał w 2006, gdy po lokalnych wyborach udzielił wywiadu telewizyjnego, zachowując się jak osoba nietrzeźwa. Na pytanie, czy spożywał wcześniej alkohol, odpowiedział, że „nie więcej niż zazwyczaj”. W 2010 Nowy Sojusz Flamandzki zażądał jego dymisji ze stanowiska ministra, zarzucając politykowi, że był nietrzeźwy podczas swojego wystąpienia w Senacie. Rosnące zainteresowanie i popularność polityka zostały przez media określone mianem „Daerdenmanii”.